# Розтока (Лімановський повіт)
Розтока (пол. Roztoka) — село в Польщі, у гміні Луковиця Лімановського повіту Малопольського воєводства.
Населення — 815 осіб (2011).
У 1975-1998 роках село належало до Новосондецького воєводства.

## Демографія
Демографічна структура станом на 31 березня 2011 року:
|          | Загалом | Допрацездатний вік | Працездатний вік | Постпрацездатний вік |
| -------- | ------- | ------------------ | ---------------- | -------------------- |
| Чоловіки | 416     | 114                | 266              | 36                   |
| Жінки    | 399     | 98                 | 224              | 77                   |
| Разом    | 815     | 212                | 490              | 113                  |